# اوگو مگنیتو
اوگو مگنیتو (انگلیسی: Ugo Magnetto; ۲۶ نوامبر ۱۹۰۲ – ۲۵ اوت ۱۹۸۴) بازیکن فوتبال اهل ایتالیا بود.
از باشگاه‌هایی که در آن بازی کرده‌است می‌توان به باشگاه فوتبال اینتر میلان اشاره کرد.